# Stjärnorps församling
Stjärnorps församling var en församling i Linköpings stift inom Svenska kyrkan i Linköpings kommun i Östergötlands län. Församlingen uppgick 2010 i Vreta klosters församling.
Församlingskyrka var Stjärnorps kyrka
Församlingens folkmängd var 2006 779.

## Administrativ historik
Församlingen bildades 1810 genom en utbrytning ur Vreta klosters församling.
Församlingen var till 1962 annexförsamling i pastoratet Vreta kloster och Stjärnorp. Från 1962 till 2006 var församlingen annexförsamling i Vreta kloster, Stjärnorp, Ljung och Flistad. När Vreta kloster församling 2006 tillfördes Ljungs församling och Flistads församling ombildades pastoratet till Vreta kloster och Stjärnorp. 1 januari 2010 uppgick Stjärnorps församling i Vreta klosters församling.
Församlingskod var 058022.

## Komministrar[4]
| Ämbetstid | Namn                       | Levnadstid | Övrigt                                     |
| --------- | -------------------------- | ---------- | ------------------------------------------ |
| 1811      | Nils Peter Ljungholm       |            | Senare komminister i Ljungs församling.    |
| 1824-1829 | Nils Södervall             | 1791-1846  | Senare kyrkoherde i Godegårds församling.  |
| 1830      | Jonas Janzon               |            | Senare kyrkoherde i Säby församling.       |
| 1843      | Olof Törnell               |            | Senare komminister i Södra Vi församling.  |
| 1851      | Per Svante Landelius       |            | Senare kyrkoherde i Bankekinds församling. |
| 1864      | Jon Wilhelm Brogren        |            | Senare kyrkoherde i Bankekinds församling. |
| 1874      | Oskar Eriksson             |            | Senare kyrkoherde i Hagebyhöga församling. |
| 1898-     | Per Magnus Reinhold Janzon | 1860-      |                                            |

## Klockare och organister[5]
| Ämbetstid | Namn                      | Levnadstid | Övrigt                 |
| --------- | ------------------------- | ---------- | ---------------------- |
| 1740-1780 | Per i Sågen               |            | Klockare               |
|           | Peter Brolin              |            | Organist               |
|           | Peter Sjöstrand           | 1762-      | Organist.              |
| -1786     | Carl Henrik Örtegren      | 1761-1806  | Vikarierande organist. |
| 1804-1842 | Magnus Scherqvist         | 1784-1842  | Klockare och organist. |
| 1842-1852 | Anders Wilhelm Scherqvist | 1817-1852  | Klockare och organist. |
| 1853-1856 | Anders Bersselius         | 1831-1856  | Klockare och organist. |
| 1857-1889 | Karl August Wånell        | 1823-1889  | Klockare och organist. |
| 1889-1906 | Karl Viktor Wånell        | 1847-      | Klockare och organist. |
| 1906-1909 | Paul Embring              | 1882-      | Klockare och organist. |
| -1926     | Albert Rydin              | 1866-1940  | Klockare och organist. |
|           | Daniel Olsson             | 1904-      | Klockare och organist. |
| 1929-1935 | Ingvar Ekman              | 1907-1987  | Klockare och organist. |
| -1943     | Gösta Fall                | 1911-      | Klockare och organist. |
| -1959     | Pär Eriksson              | 1906-      | Klockare och organist. |